# Сарсапарель
Сарсапарель, або сасапаріль, чи смілакс (Smilax) — рід тропічних або рідше субтропічних рослин родини Smilacaceae. Вічнозелені кущові й напівкущові ліани.
Відомо понад 200 видів цього роду. Росте головним чином у тропіках Азії і Америки, на островах Тихого океану. Три види зустрічаються у Європі, два — в Африці.